# Deviodontia
Deviodontia är ett släkte av svampar. Deviodontia ingår i familjen Schizoporaceae, ordningen Hymenochaetales, klassen Agaricomycetes, divisionen basidiesvampar och riket svampar.
Släktet innehåller bara arten Deviodontia pilaecystidiata.